# Monsters Exists
Monsters Exist è il nono album in studio del duo musicale britannico Orbital, pubblicato nel 2018.

## Tracce
1. Monsters Exist – 5:52
2. Hoo Hoo Ha Ha – 4:04
3. The Raid – 5:00
4. P.H.U.K. – 7:25
5. Tiny Foldable Cities – 5:45
6. Buried Deep Within – 4:27
7. Vision OnE – 5:44
8. The End Is Nigh – 4:36
9. There Will Come a Time (featuring Professor Brian Cox) – 7:13

- Edizione Deluxe

1. Kaiju – 5:25
2. A Long Way from Home – 1:30
3. Analogue Test Oct 16 – 3:06
4. Fun with the System – 4:15
5. Dressing Up in Other People's Clothes – 4:37
6. To Dream Again – 4:38
7. There Will Come a Time (Instrumental) – 7:13
8. Tiny Foldable Cities (Kareful Remix) – 3:36